# لمدايا
لمدايا (بالصومالية: Lamadaaye)‏ شلالات تقع في سلسلة جبال علمدو في محافظة سناج شمال شرق الصومال. ومعنى الكلمة في اللغة الصومالية هو "لا ينبغي النظر إليها" وأطلق عليه ذلك بسبب الطبيعة الجبلية للشلالات، أقرب مدينة إلى لامادايا هي بلدة ألهيد، التي تقع باتجاه ساحل البحر الأحمر.

## معرض صور

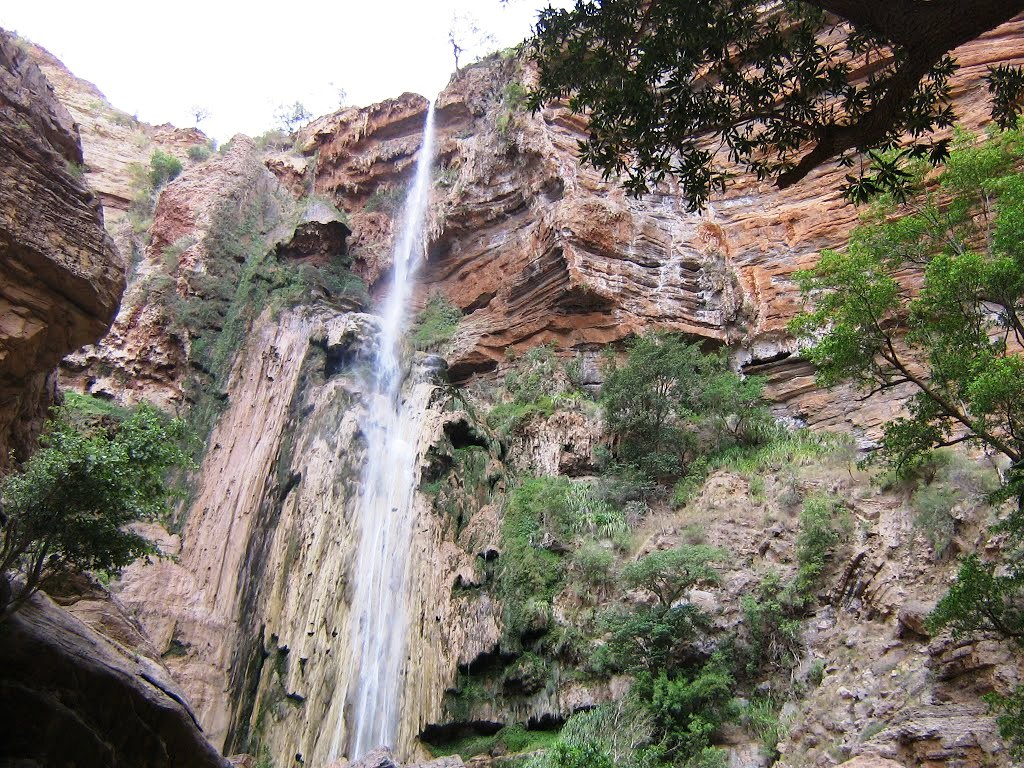
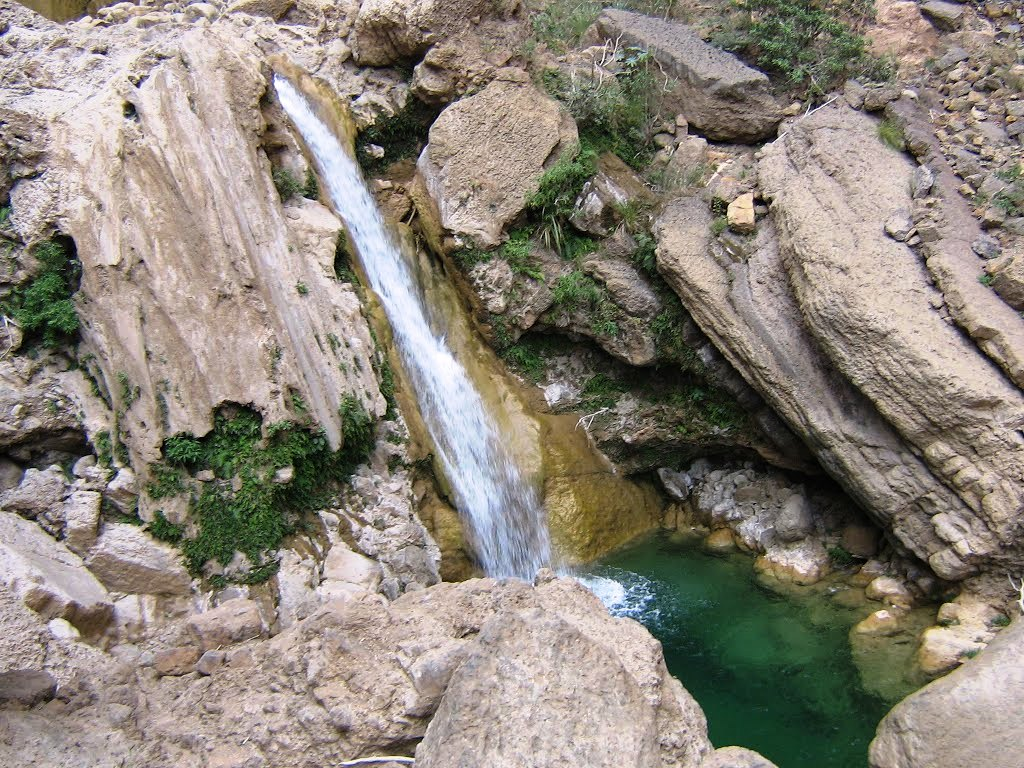
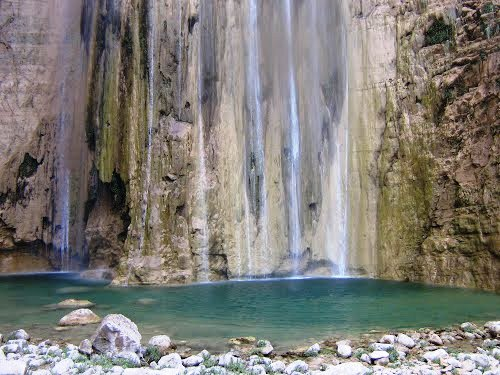
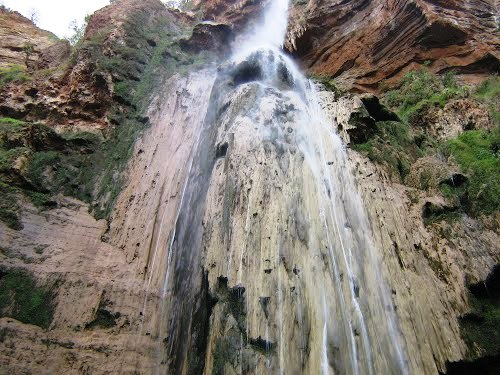